# Dohrniphora fisheri
Dohrniphora fisheri är en tvåvingeart som beskrevs av Ronald Henry Lambert Disney 1990. Dohrniphora fisheri ingår i släktet Dohrniphora och familjen puckelflugor. Inga underarter finns listade i Catalogue of Life.